# Duroia longifolia
Duroia longifolia är en måreväxtart som först beskrevs av Eduard Friedrich Poeppig, och fick sitt nu gällande namn av Karl Moritz Schumann. Duroia longifolia ingår i släktet Duroia och familjen måreväxter. Inga underarter finns listade i Catalogue of Life.